# Pulau Mare
Pulau Mare är en ö i Indonesien.   Den ligger i provinsen Maluku Utara, i den nordöstra delen av landet, 2 400 km öster om huvudstaden Jakarta. Arean är 6,3 kvadratkilometer.
Terrängen på Pulau Mare är lite kuperad. Öns högsta punkt är 311 meter över havet. Den sträcker sig 3,1 kilometer i nord-sydlig riktning, och 3,5 kilometer i öst-västlig riktning.